# Torrent de Montfred

El Torrent de Montfred, respecte del terme de l'Estany

El Torrent de Montfred és un torrent del terme municipal de l'Estany, a la comarca del Moianès.
Es forma a prop i al nord-est de la masia de Montfred, on el torrent del Boledar es transforma en el de Montfred. Des d'aquell lloc davalla cap al sud-oest, passant al nord-oest de les restes de la masia de Montfred, i quan arriba a migdia d'aquesta masia, s'aboca en el torrent del Gomis, al nord de la Baga de Montfred.